# Albánia statútuma
Albánia statútuma (francia Statut de l’Albanie) az európai nagyhatalmak részvételével zajló londoni nagyköveti konferencián 1913. július 29-én elfogadott dokumentum, az 1912. november 28-án függetlenségét kikiáltó Albánia államszervezeti és közigazgatási kereteit meghatározó alapokmány. Nagy vonalakban ez a dokumentum ismerte el véglegesen Albánia függetlenségét, örökletes monarchiaként határozta meg az ország államformáját (Albán Fejedelemség), valamint rendelkezett az európai nagyhatalmak által garantált semlegességéről is. Az uralkodó kijelöléséig és trónja elfoglalásáig a statútum szellemében állították fel a nagyhatalmak az Albánia közigazgatási ügyeit irányító Nemzetközi Ellenőrző Bizottságot, jelölték ki a fejedelemség trónját elfoglaló Wilhelm zu Wied herceget, és szervezték meg az ország holland irányítás alatt álló csendőrségét.

## Előzmények
Az 1912. október 8-án kitört első Balkán-háborúban részt vevő Balkán-szövetség országai – Szerbia, Montenegró és Görögország – elfoglalták az addig az Oszmán Birodalomhoz tartozó albán lakta területek nagy részét. Pár hónappal korábban az albánok fegyveres felkeléssel vívták ki a birodalmon belüli autonómiájukat (Albánia vilajet), az új helyzetben azonban félő volt, hogy területeik a szomszédos nemzetállamok martalékává válnak. Ezért 1912. november 28-án a vlorai nemzetgyűlésen kikiáltották a független Albániát, és ideiglenes nemzeti kormányuk is megkezdte a munkát.
A háborúban harcoló felek 1912. december 3-án tűzszünetet kötöttek, s a nagyhatalmak által kezdeményezett londoni nagyköveti konferencián december 17-én Londonban megkezdődtek a békét előkészítő tárgyalások. A brit külügyminiszter, Edward Grey elnökletével zajló tárgyalássorozaton Franciaország, Németország, az Osztrák–Magyar Monarchia, Olaszország és Oroszország Londonba akkreditált nagykövetei vettek részt. A háborúban érintett államok küldöttségei csupán megfigyelőként vehettek részt a konferencián. Albánia függetlensége felől már 1912. december 20-án pozitív döntés született, hosszabb viták árán pedig a nagykövetek 1913. március 22-éig döntést hoztak az albán állam északi és északkeleti határairól is.
A londoni nagyköveti konferencia résztvevőinek első, 1912. december 20-ai döntése csupán nagy vonalakban rendezte az albán államszervezet körüli kérdéseket. Az Oszmán Birodalom fennhatósága alatt álló Albán Fejedelemség autonómiáját ugyan garantálták, de az új állam belső szervezeti felépítésére és szabályozására alkalmas statútum vagy alaptörvény pontjainak kidolgozása még váratott magára.

## Albán statútumtervezetek
Időközben nem csupán a nagyköveti konferencia résztvevői foglalkoztak a kérdéssel, de az albánok vezetői is fontosnak érezték, hogy az albánság igényeinek hangot adva a helyi sajátosságokat figyelembe vevő statútumtervezeteket juttassanak el a nagyhatalmakhoz. Jóllehet, hatásuk a nagyhatalmak tárgyalási stratégiájára és az általuk végül kialakított albán statútumra ugyan csekély hatással lehetett, e kísérletek közül mégis kiemelkednek az ideiglenes albán kormány vezetője, Ismail Qemali, valamint Syrja Vlora alaptörvény-tervezetei.

### Ismail Qemali statútumtervezete
Az ideiglenes kormány vezetőjeként Ismail Qemali megkerülhetetlennek érezte, hogy maga is elkészítse ajánlásait a leendő albán állam szervezeti és közigazgatási intézményi kereteiről. A munka azonban elhalasztódott, mert a görög flotta blokádja miatt hónapokon keresztül nem tudta elhagyni Albániát, és a megrongált távírókábelek miatt a külvilágtól elvágott Vlorában nem volt képes felmérni az általános európai politikai helyzetet, amit elengedhetetlennek érzett egy a nagyhatalmak által is elfogadható memorandum elkészítéséhez. Március végén végre el tudta hagyni Albániát, és a kellő tájékozódást követően április 24-én hozzálátott emlékirata megírásához, amelyet május 8-án Londonban nyújtott át a nagyköveti konferencián részt vevő osztrák–magyar követnek, Albert von Mensdorff-Pouilly-Dietrichstein grófnak. Óvatos politizálására jellemző, hogy az államformára, az államhatárok kérdésére és a leendő albán uralkodó személyére írásában nem tért ki, jól tudván, hogy ezen döntések meghozatalára a nagyköveti konferencia formál igényt. Statútuma egyedül az albán állam rendvédelmi szerveinek felállításával és a külföldi gazdasági kölcsönnel kapcsolatos ajánlásokat foglalta össze.
Memorandumában egy olyan kettős csendőrségi rendszer felállítását javasolta, amely szerint a nagyobb kikötővárosokban (Shëngjin, Durrës, Vlora) és Shkodrában nemzetközi csapatok látnák el a rendvédelmi szolgálatot, míg az ország egyéb területeit egy albán csendőri szerv felügyelné. Ez utóbbi törvényhatósági járásonként (kaza) 200, de legfeljebb 400 főnyi, századokra tagolt zászlóaljból állna, és törvényben rögzítenék a tiszti fokozatok szerinti járandóság összegét. Az északi hegyvidéki területeken, a helyi sajátosságok figyelembevételével a törzsi bajraktárok és vajdák soraiból kerülne ki a csendőrtiszti állomány. Az egész csendőri szervezetet egy európai tisztikar, élén egy szintén európai tábornokkal irányítaná. A szervezet működési költsége havi 140 ezer frankos terhet jelentene az albán államkassza számára, amelyet a nagyhatalmak nyújtotta kölcsönből fedeznének.
Később memorandumát kiegészítette egy Albánia közigazgatási beosztására vonatkozó javaslattal is. Az oszmán közigazgatási elvekből kiinduló tervezet az ország területét nyolc szandzsákra, azokat kazákra, majd a közigazgatási rendszer harmadik szintjén nahijékre osztanák. A nyolc tervezett szandzsákot – Shkodrai, Durrësi, Berati, Elbasani, Dibrai, Korçai, Gjirokastrai és Çamëriai szandzsákokat – a belügyminiszter által kinevezett mutesarif vezetné, a közigazgatás szervezését pedig a mutesarif által kinevezett tisztviselőkből és a kazák delegáltjaiból álló szandzsáktanács irányítaná. A kijelölt kazák egyben választási kerületekként is funkcionálnának, és minden kaza – népességszámtól függően – általános és titkos választások útján 2–4 képviselőt delegálna az államtanácsba. A kazák élén a kajmakámok, a nahijék élén a mudirok állnának, munkájukat az előzőekhez hasonló elven szervezett tanácsok segítenék. Az igazságszolgáltatás szervei, a bíróságok területi joghatósága a közigazgatási beosztást követné. Bevezetnék az általános és kötelező beiskoláztatást, a falusi iskolákban tanítók is állami tisztviselői státusban végeznék az oktatótevékenységet.

### Syrja Vlora statútumtervezete
Albániában eleinte a rokonsági kapcsolatok dacára a Vlora család tűnt a Qemali-kormány legtevékenyebb belpolitikai ellenzékének, de munkálkodásuk pusztán politikaelméleti jellegű volt. Az 1912 őszén nemzetgyűlést szervező Syrja Vlora és fia, Eqrem Vlora törekvései kudarccal zárultak (bővebben: Függetlenségi próbálkozások 1912 őszén), de 1913-ban ismét hallattak magukról. Már 1913 elején összeállították ajánlásukat az albán államhatárok kérdésében, amelyben az Albánia számára legkedvezőbb és legkedvezőtlenebb forgatókönyveket fogalmazták meg. Eszerint ideális esetben Albánia északi határa az egykori oszmán–montenegrói határral esne egybe, onnan a Rugova- és Ibar-völgyön, Mitrovicán és Kaçanikon át keletről kerülné el Manastirt, majd a Devoll-völgyön, a Gramoz-hegységen át érné el a Jón-tengert úgy, hogy Konica, Janina és Preveza egyaránt albán területen maradna. A legkedvezőtlenebb forgatókönyv esetén a Shkodrai-tótól a Cem völgyén át a Kopranik hegységig, onnan az Ibar völgyén, a Kaçanikon és a Sharr-hegységen, a Gramoz-hegységen és a Thíamisz völgyén át érné el a tengert. Összefoglalóan Nyugat-Koszovót és Nyugat-Macedóniát mindkét forgatókönyvben vitán felül albán területekként kezelték.
Emellett Syrja Vlora 1913 májusában kidolgozta, majd véglegesítette az albán állam politikai és közigazgatási berendezkedésére vonatkozó statútumtervezetét is, amelyet június 2-án a Monarchiának és Olaszországnak benyújtott emlékiratban ismertetett, bár ennek hatása nem kimutatható. Ebben az európai szempontokat és a helyi sajátosságokat figyelembe véve összefoglalóan az alábbi pontok kaptak helyet:
- A vallási felekezetek egyenlősége, Albánia államvallás nélküli ország.
- A vallási vezetők államhoz való viszonyát modern politikai alapokon rendezik.
- Az Albániában élő külföldi személyek helyzetét rendezik, az erre vonatkozó oszmán kapitulációs szerződéseket eltörlik.
- Diplomáciai védelemmel biztosítják az Oszmán Birodalomban élő, atrocitásoknak kitett albán tisztviselők jogait.
- Az Oszmán Birodalom a területén élő albán állampolgároknak biztosítja ugyanazokat a jogokat, amelyek a többi balkáni nemzetállam polgárainak is járnak.
- A nemzetközi döntések végrehajtását felügyelő és a katonai támadásokat elhárító csendőrség felállítása. A kialakítandó csendőrségi központok Vlora, Berat, Gjirokastra, Korça, Durrës, Elbasan, Shkodra és az északi hegyvidék.
- Külön szabályozzák a magánbirtok védelmét.
- Az oktatás nyelve a latin betűs albán.
- Az Albán Nemzeti Bank létrehozása nemzetközi segítséggel.[12]

## A nagyhatalmi statútumtervezet
A kezdeményező szerepet az alaptörvény kérdésében is az albánok ügyének legfőbb támogatói, az Osztrák–Magyar Monarchia és Olaszország vállalták magukra 1913 januárjában. A két ország képviselői közötti tárgyalások eredményeként egy kilencpontos tervezet készült el, amelyet május 8-án juttattak el a londoni nagyköveti konferenciához. Ennek cikkelyei a következők voltak:
1. Albánia az Oszmán Birodalom fennhatósága alatt marad.
2. Az oszmán fennhatóság névleges.
3. Albánia semlegességét a nagyhatalmak garantálják.
4. A közrendet egy nemzetközi összetételű tisztikar által szervezett, kiképzett és felügyelt csendőrség biztosítja.
5. Az albán államszervezet és közigazgatás kiépítését nemzetközi felügyelet, a Nemzetközi Ellenőrző Bizottság tevékenysége garantálja.
6. A nemzetközi felügyelet miatt az Oszmán Birodalom kapitulációs szerződéseit érvénytelenítik.
7. A kiváltságokon alapuló magánjogi intézményrendszert átalakítják.
8. A hat nagyhatalom közös megegyezéssel, de osztrák–magyar és olasz javaslatra kijelöli az albán uralkodót.
9. A közigazgatás kiépítésekor figyelembe veszik az albán sajátosságokat és szempontokat.[13]

A nagyhatalmak tárgyalási alapként elfogadták a pontokat, kivéve az időközben realitását vesztett oszmán fennhatóság kérdését; ehelyett a nagyhatalmi garancia melletti semlegességet részesítették előnyben. Ennek mentén nagy vita alakult ki a Nemzetközi Ellenőrző Bizottság feladatköre és mandátuma körül. A franciák egy hathatalmi bizottság azonnali felállítása mellett érveltek, amely a helyszínen szervezné meg az ország közigazgatási rendszerét, és legalább tíz évig Albánia végrehajtó és irányító testületeként működne. Az osztrákok a hat ország delegáltjaiból álló bizottság működését – a fennálló nagyhatalmi érdekellentétek miatt – nem tartották stabil államszervezeti formának, ezért amellett kardoskodtak, hogy a Nemzetközi Ellenőrző Bizottságban csak az adriai országok képviseltessék magukat.

## A nagyhatalmak végleges statútuma
Később – főképp a brit külügyminiszter, Sir Edward Grey közbenjárására – a nagyhatalmak közötti ellentétek a Nemzetközi Ellenőrző Bizottság kérdésében felpuhultak, és végül 1913. július 29-én a nagyköveti konferencia az alábbi tizenegy pontban állapította meg az albán állam alaptörvényét, amelyet francia nyelven, Statut de l’Albanie címmel publikáltak:
1. Albánia autonóm, szuverén és a primogenitúrán alapuló örökletes fejedelemség, amely a hat európai nagyhatalom ellenőrzése alatt áll. Az uralkodót a nagyhatalmak jelölik ki.
2. Az Oszmán Birodalom és Albánia közötti függőségi viszonyok megszűnnek.
3. Albánia semleges, semlegességét a hat nagyhatalom garantálja.
4. Albánia közigazgatási és gazdasági ügyeit a hat nagyhatalom képviselőiből és Albánia delegáltjából álló Nemzetközi Ellenőrző Bizottság felügyeli.
5. A bizottság tíz évre kap mandátumot, amely szükség szerint meghosszabbítható.
6. A bizottság fő feladata Albánia kormányzati formájának az államszervezet valamennyi területére kiterjedő kidolgozása. A bizottság hat hónapon belül bemutatja a nagyhatalmaknak előkészítő munkája eredményeit, az albán közigazgatás és gazdaság irányítására és szervezeti kérdéseire vonatkozó elképzeléseit.
7. Az uralkodó személyét ugyancsak hat hónapon belül jelölik ki. Az uralkodó személyének helybenhagyásáig és a végleges nemzeti kormány felállításáig a Nemzetközi Ellenőrző Bizottság felügyeli a meglévő helyi igazgatási szervek és a csendőrség munkáját.
8. A közbiztonságot és a közrendet egy nemzetközi összetételű csendőrség tartja fenn. A rendvédelmi szervezet külföldi főtisztek irányítása alatt áll.
9. A csendőrség főtisztjeit Svédország delegálja.
10. A csendőrség külföldi főtisztjei nem jogosultak döntést hozni sem a helyi csendőri szervezet egyenruhájának, sem a helyi tisztek, altisztek és csendőrök alkalmazásának kérdésében.
11. A főtisztek eligazítását a delegáló állam biztosítja a nagyhatalmak garanciája mellett.[16]

Ezzel a hivatalos aktussal 1913. július 29-én a maival közelítőleg megegyező mintegy 28 ezer km²-nyi területen, 800 ezer lakossal hivatalosan is megalakult a független Albán Fejedelemség.

### A statútum utóélete
1913. október 16-án vlorai székhellyel, a hat nagyhatalom delegáltjaival és Albánia küldöttével megalakult a Nemzetközi Ellenőrző Bizottság. A bizottság azonnal belevetette magát az előkészítő munkába, amelynek reménybeli eredménye – a statútum határozata értelmében – Albánia közjogi, rendvédelmi és gazdasági intézményi kereteinek meghatározása volt. A statútumban az albán csendőrség vezetésére kijelölt svédek elhárították a felkérést, így végül az albán csendőrség holland irányítás alatt alakult meg, hivatalosan 1913. december 24-én. Végül a Nemzetközi Ellenőrző Bizottság ajánlásainak megfelelően 1914. április 10-én ratifikálták az Albán Fejedelemség alaptörvényét, amely a nagyhatalmi statútumot hatályon kívül helyezte.
Az Albán Fejedelemség trónjára alkalmas uralkodót időközben a nagyhatalmak a német Wilhelm zu Wied herceg személyében találták meg, s 1913 novemberében erről értesítették a vlorai Qemali-kormányt is. A fejedelem 1914. március 7-én foglalta el trónját, s dicstelen uralkodását követően, 1914. szeptember 3-án elmenekült az országból. Távozása után a Nemzetközi Ellenőrző Bizottság vette át újra az államügyek irányítását, de az első világháború kirobbanásával a hat európai nagyhatalom küldötteiből álló testület is működésképtelenné vált, és 1914. szeptember 6-án feloszlott. Az Albán Fejedelemség államszervezeti kereteit meghatározó alaptörvény ezzel de facto érvényét vesztette, csak az 1920. januári lushnjai kongresszus állította vissza, az 1925. március 2-án elfogadott köztársasági alaptörvény pedig hatályon kívül helyezte.